# Secretaría de Aeronáutica
La Secretaría de Aeronáutica fue un ente dependiente de la Presidencia de la Nación Argentina de la República Argentina creado mediante el 4 de enero de 1945 por el entonces presidente de facto general Edelmiro Julián Farrel en acuerdo general de ministros. Su fin era reunir bajo la dirección y administración única del gobierno toda la actividad aérea de la nación, hasta ese entonces dispersa en varias dependencias. Se genera la Fuerza Aérea Argentina (FAA) como fuerza armada independiente del Ejército.
La disposición de creación de la Secretaría de Aeronáutica ponía a su cargo a un Secretario de Aeronáutica con categoría de ministro de Estado, a la vez que le asignaba la conducción de todos los organismos de actividad aérea, tanto civiles como militares. Su primer secretario fue el brigadier general Bartolomé de la Colina.
Durante los últimos meses del gobierno del general Farrel y luego, bajo los dos sucesivos gobiernos del general Perón, la Secretaría de Aeronáutica cimentó las bases de la expansión aérea y aerocomercial Argentina articulando políticas a tal fin.

## Antecedentes
La aeronáutica argentina había sido en extremo dependiente del capital extranjero durante sus años iniciales. En la década de 1930 Se habían dado intermitentes actividades aerocomerciales de compañías británicas y francesas, y en menor medida por parte de alemanes y estadounidenses. Estos extendieron débilmente sus líneas aéreas estableciendo escalas fuertemente centralizadas en Buenos Aires como símbolo de prestigio o dominación colonial, y pidiendo además ser subvencionadas por el propio Estado Argentino. Estas actividades cesaron casi completamente con el advenimiento de la Segunda Guerra Mundial, y se estableció un fuerte embargo de materiales aeronáuticos estratégicos al país, mientras se lo presionaba para que abandonara su neutralidad.
En las postrimerías de la Segunda Guerra Mundial, fue evidente al Poder Ejecutivo Argentino los avances ejercidos por la aviación y la centralización necesaria en los organismos de los contendientes para optimizar su uso en guerra. Especialmente notable fue el caso del Ministerio del Aire del Reich alemán por contraposición a la desperdigada industria aeronáutica francesa o italiana, o las apresuradas racionalizaciones emprendidas por el Ministerio del Aire británico, los Ministerios de Guerra estadounidenses y el Koku Hombu (Ministerio General del Aire) japonés. Se interpretó que tal centralización sería también eficiente en los tiempos de paz para promover la aeronáutica nacional.
Esto llevó acordar a la Aeronáutica Nacional una organización autónoma de la mayor jerarquía político-administrativa posible, a fin de desarrollar con la mayor eficacia las misiones que, atendiendo a las experiencias del conflicto, correspondían cumplir al Estado, tanto en el orden civil como el vinculado a la defensa nacional.

## Política aérea del Estado argentino durante la década 1945–1955
Transcurridos unos cuatro meses de la creación de la Secretaría de Aeronáutica, el 27 de abril de 1945 se fijó la Política Aérea del Estado Argentino por Decreto N.º 9358/45 convertido en Ley de la Nación N.º 12 911. Esta Ley tenía un fuerte carácter proteccionista, y la Secretaría de Aeronáutica sería la encargada de ejecutarla.
El Estado Argentino se encargaría de ejercer soberanía completa y exclusiva sobre el espacio aéreo territorial y marítimo, declarando Legislación Nacional a toda legislación de aeronavegación internacional. Los aeródromos y toda la infraestructura pasarían a manos del Estado, así como los servicios de protección al vuelo (meteorología y comunicaciones). Asimismo, se fomentaría la participación de ciudadanos en actividades aeronáuticas a fin de crear la llamada Conciencia Aeronáutica Nacional mediante fuertes subvenciones a las actividades aerodeportivas. Entre las mismas se destacarían las actividades emprendidas por aeroclubes: vuelo en planeador o aparatos con motor, aeromodelismo y enseñanza de vuelo.
La política aeronavegación comercial del Estado sería la actividad de compañías Mixtas subvencionadas o completamente Estatales en caso de que el capital privado no existiera, imponiéndose la necesidad entre los socios de capital de contar con ciudadanía argentina. Se estableció que cualquier aeronave internacional de cualquier bandera o matrícula podría ingresar al espacio aéreo argentino siempre y cuando lo hiciera a un aeropuerto de frontera, o navegara dentro del país a través de aerovías estatalmente reguladas.
La política aeroindustrial de la Secretaría de Aeronáutica sería la de encauzar fondos propios para favorecer la industria privada. La secretaría poseía una gran usina de creación de aeronaves, previamente existente y reestructurada: el Instituto Aerotécnico. El mismo se encargaría de fabricar en masa la menor cantidad de modelos de aviones, eligiendo entre los diseños de mayor polivalencia y que menor uso hicieran de materias primas extranjeras.

## Realizaciones y logros
Las potestades de la Secretaría de Aeronáutica permitieron desarrollar en gran medida la aeronáutica nacional argentina, sobre todo durante la década 1945–1955 hasta el derrocamiento de Juan Domingo Perón.
Durante la Segunda Guerra Mundial el Reino Unido contrajo una abultada deuda externa con la Argentina, la cual rehusó a pagar decretando la inconvertibilidad de la libra esterlina (1946). Al no poder hacer efectivo el pago en monedas, el Gobierno británico ofreció a su homólogo argentino pagar con materiales de producción y excedentes de guerra, entre otros intercambios.
Esto permitió al Estado Argentino contar en un período muy corto de tiempo con abundante material aéreo, que fue destinado a los bienes de capital de la Secretaría de Aeronáutica. Entre el material de guerra se destacaron una centena de aviones de reacción Gloster Meteor y un cincuentenar de cuatrimotores de bombardeo estratégico Avro Lincoln, que fueron destinados a la recientemente creada Fuerza Aérea Argentina. También fueron importantes los bimotores de transporte civil Bristol 170 y Vickers Viking, así como los cuatrimotores Lancastrian, todos ellos de origen británico.
Los aeroclubes recibieron gran cantidad de aviones de turismo y entrenamiento, entre ellos unos 150 Miles Magister. Asimismo se entregaron motores y utillaje en cantidad, que permitieron la creación de industria y diseños que los utilizaran. Las subvenciones a las actividades civiles crecieron exponencialmente, así como la donación de material aéreo. Se fundaron doscientos cincuenta aeroclubes en la década 1945–1955.
La Secretaría de Aeronáutica también promovió el ingreso al país de numerosos técnicos y diseñadores aeronáuticos de renombre durante la guerra, entre ellos los germanos Kurt Tank, el creativo Reimar Horten, el italianos Cesare Palavecino, el francés Emile Dewoitine. Ellos desarrollaron juntos con sus equipos de diseño material civil y de defensa en el ámbito del Instituto Aerotécnico. Se proyectaron y construyeron por iniciativa de la Secretaría numerosos modelos de aeroplanos y planeadores, poniendo al país en la vanguardia mundial en desarrollos de alta tecnología aeronáutica. Entre ellos se destana el Pulqui I y Pulqui II a reacción, el monoplaza I.Ae. 22 "DL" y los bimotores de bombardeo y combate I.Ae. 24 "Calquín" y I.Ae. 30 Ñancú y el transporte polivalente I.Ae. 35 Huanquero. Los simples monomotores escuela y turismo civil "El Boyero" y I.Ae. 31 Colibrí destinados a la construcción por parte de la industria aeronáutica privada.
Los ases alemanes Adolf Galland y Hans-Ulrich Rudel se acercaron a la Fuerza Aérea Argentina como instructores en defensa aérea y operaciones de combate. Los mismos se completaron con la institucionalización de la Escuela Superior de Guerra Aérea. Continuando con la actividad educativa en el ámbito militar, la Secretaría creó en 1946 la Escuela de Intendencia para formar personal especialista auxiliar en El Palomar, la Escuela de Especialidades (ESCUESPE) (Córdoba, 1946) para la enseñanza de personal mecánico-técnico y la Escuela de Clases (Córdoba, 1948) para la formación de material humano especialista (tropa de aeronáutica, artilleros antiaéreos, comunicaciones aéreas, etc). También se reorganizó la Escuela Militar de Paracaidistas y la Escuela de Aviación Militar en vista de los sucesos de la Segunda Guerra Mundial. Se crean en 1946 dos áreas de mantenimiento y refacción de aeronaves, en Río Cuarto (Córdoba) y en Quilmes (Provincia de Buenos Aires).
Se proyectan y construyen aeropuertos y aeródromos en una extensa red nacional basada en lo que hoy se denomina "hubs" o nodos. Los principales se encontraban en Buenos Aires, y Córdoba. Se construye el aeropuerto más grande del mundo en ese entonces, el Aeropuerto Ministro Pistarini, en Ezeiza.
De acuerdo a la Ley 12 911, se unifican las líneas estatales LASO (Línea Aérea Sur Oeste), LANE (Líneas Aéreas del Noreste) y la aeropostal SADE (Servicios Aéreos del Estado) dando origen a L.A.D.E. (Líneas Aéreas del Estado) y se crean las Sociedades Mixtas, precursoras de Aerolíneas Argentinas, como la de cabotaje Aeroposta Argentina, que realizaba actividades desde 1927 y fue parcialmente nacionalizada, la internacional FAMA (Flota Aérea Mercante Argentina) y las regionales ZONDA (Zona Oeste y Norte de Aerolíneas Argentinas) y ALFA (Aviación del Litoral Fluvial Argentino), que opera con hidroaviones Short Sandringham en conjunción con la uruguaya CAUSA (Compañía Aeronáutica Uruguaya S.A.). Las líneas aéreas multiplicaron sus horas voladas y kilómetros recorridos, y se encaró una notable política asistencialista de búsqueda del bienestar general a través de la Dirección General de Ayuda Social Aeronáutica (DASA), y la Aviación Sanitaria oficiando de ambulancia aérea y transportando a lo largo del país y cruzando las fronteras elementos sanitarios y de ayuda social, destacándose la labor de la Fundación Eva Perón a países distantes.
Se creó el Instituto Nacional de Medicina Aeronáutica, encargado con su división de Psico-fisiología de estudios médicos pertinentes a la rama aeronáutica, y su rama Investigación estaba destinada al estudio de los parámetros médicos del organismo humano frente a los cambios producidos por fuertes aceleraciones, cambios de temperatura, etc. Los mismos se coordinaban con las divisiones de Desarrollo y Fabricación de la Secretaría de Aeronáutica encargados de proveer materiales, trajes, elementos biológicos como mezcladores de oxígeno, nitrogenadores, y CO2, etc para compensar tales cambios.

## Historia
Fue creado por decreto n.º 288/45 del 4 de enero de 1945 del presidente Edelmiro Julián Farrell. El decreto fue convertido en ley n.º 12 911 por el Congreso de la Nación Argentina.
La reforma de la Constitución del 4 de marzo de 1949 constituye a la Secretaría de Aeronáutica en el Ministerio Secretaría de Estado en el Departamento de Aeronáutica, colocándola como Ente constitucional de la Nación. Es nombrado Ministro ese mismo año el Brigadier Mayor César R. Ojeda, quien dimite en 1951 al adherirse varios de sus subalternos a un intento de golpe de Estado contra el gobierno constitucional de Juan Perón. En su lugar asume el Brigadier Mayor Juan Ignacio San Martín.
Al ser derrocado el gobierno del general Perón en 1955 por la autoproclamada Revolución Libertadora asume el cargo del Ministerio de la Secretaría de Estado en el Departamento de Aeronáutica el Brigadier Ramón A. Abrahín (1955–1956) y luego los Comodoros Julio C. Krause (1956–1957), Eduardo F. Mc Loughlin (1957) y Comodoro Jorge H. Landaburu (1957–1958). Posteriormente durante la presidencia de Frondizi el Ministerio de la Secretaría de Estado en el Departamento de Aeronáutica es reemplazado por la Secretaría de Estado de Aeronáutica, según la Ley N.º 14438 del 13 de junio de 1958. Durante el período que abarca desde 1958 en adelante la actividad de la Secretaría va decreciendo por el desinterés de los nuevos actores en el gobierno, y finalmente en 1966 la Secretaría de Estado de Aeronáutica es disuelta.